# 讀賣樂園
讀賣樂園（日语：[] 错误：{{Lang}}：无文本（帮助） Yomiuri-rando）是日本一個主題樂園，位於東京都稻城市與神奈川縣川崎市多摩區，於1964年開幕，園内有雲霄飛車（最高時速110km、1988年為世界最快速的雲霄飛車）及摩天輪等機動遊戯設施及野外劇場等娛樂設施。

## 外部連結
- （日語）よみうりランド（页面存档备份，存于）